# Tào Thùy
Tào Thùy (tiếng Trung: 曹谁; sinh 1982) là một nhà thơ, nhà văn, nhà biên kịch danh tiếng người Trung Quốc.
Tào Thùy sinh ngày 5 tháng 6 năm 1982 tại tỉnh Sơn Tây, Trung Quốc. Anh là một trong những nhân vật đại diện của Văn học đương đại Trung Quốc. Ông đã từng học tập tại Đại học Thanh Hải, Đại học Sư phạm Bắc Kinh và Học viện văn học Lỗ Tấn.
Năm 2008, ông đã từng có một chuyến đi dài khắp Tây Tạng và Tân Cương (là trung tâm của Âu Á hoặc thế giới, theo quan điểm của ông).
Những tác phẩm đáng chú ý của ông bao gồm Âu-Á Đại lục địa sử thi, Secret of Heaven, và King Peacock (TV series). Cho đến nay, ông đã xuất bản hơn hai mươi cuốn sách (bao gồm thơ và tiểu thuyết...) cùng nhiều kịch bản phim truyền hình và phim điện ảnh. Mới đây nhất là tập thơ "The Lyric of Babel" được ra mắt vào tháng 5 năm 2018.
Tác phẩm của ông cũng đã được dịch sang nhiều thứ tiếng như tiếng Anh, tiếng Nhật, tiếng Hàn, tiếng Tây Ban Nha, tiếng Ả Rập và tiếng Thổ Nhĩ Kỳ. Ông cũng đã từng đoạt được nhiều giải thưởng văn học ở Trung Quốc.
Là thành viên của Hiệp hội các nhà văn Trung Quốc, Hiệp hội phim Trung Quốc và Hội thơ ca Trung Quốc, đồng thời ông cũng là tổng biên tập của Great Poem và phó tổng biên tập của Poetry Weekly. Hiện tại, ông sống ở Bắc Kinh với tư cách là một Nhà văn và Nhà biên kịch chuyên nghiệp.